# بوسیا، کنیا
بوسیا (به انگلیسی: Busia) شهری در استان غربی واقع در کشور کنیا است که در سال ۱۹۹۹ میلادی ۳۰٫۷۷۷ نفر جمعیت داشته و جمعیت آن در سال ۲۰۰۵ میلادی به ۴۹٫۷۰۰ نفر رسیده‌است.